# Schickedanz Open 1994
Lo Schickedanz Open 1994 è stato un torneo di tennis facente parte della categoria ATP Challenger Series nell'ambito dell'ATP Challenger Series 1994. Il torneo si è giocato a Fürth in Germania dal 30 maggio al 5 giugno 1994 su campi in terra rossa.

## Vincitori

### Singolare
Kris Goossens ha battuto in finale  Dirk Dier con il punteggio di 6–7, 6–3, 6–2

### Doppio
Vojtěch Flégl /  Andrew Florent hanno battuto in finale  Gastón Etlis /  Christian Miniussi con il punteggio di 7–6, 6–1